# Famiglia Gefion

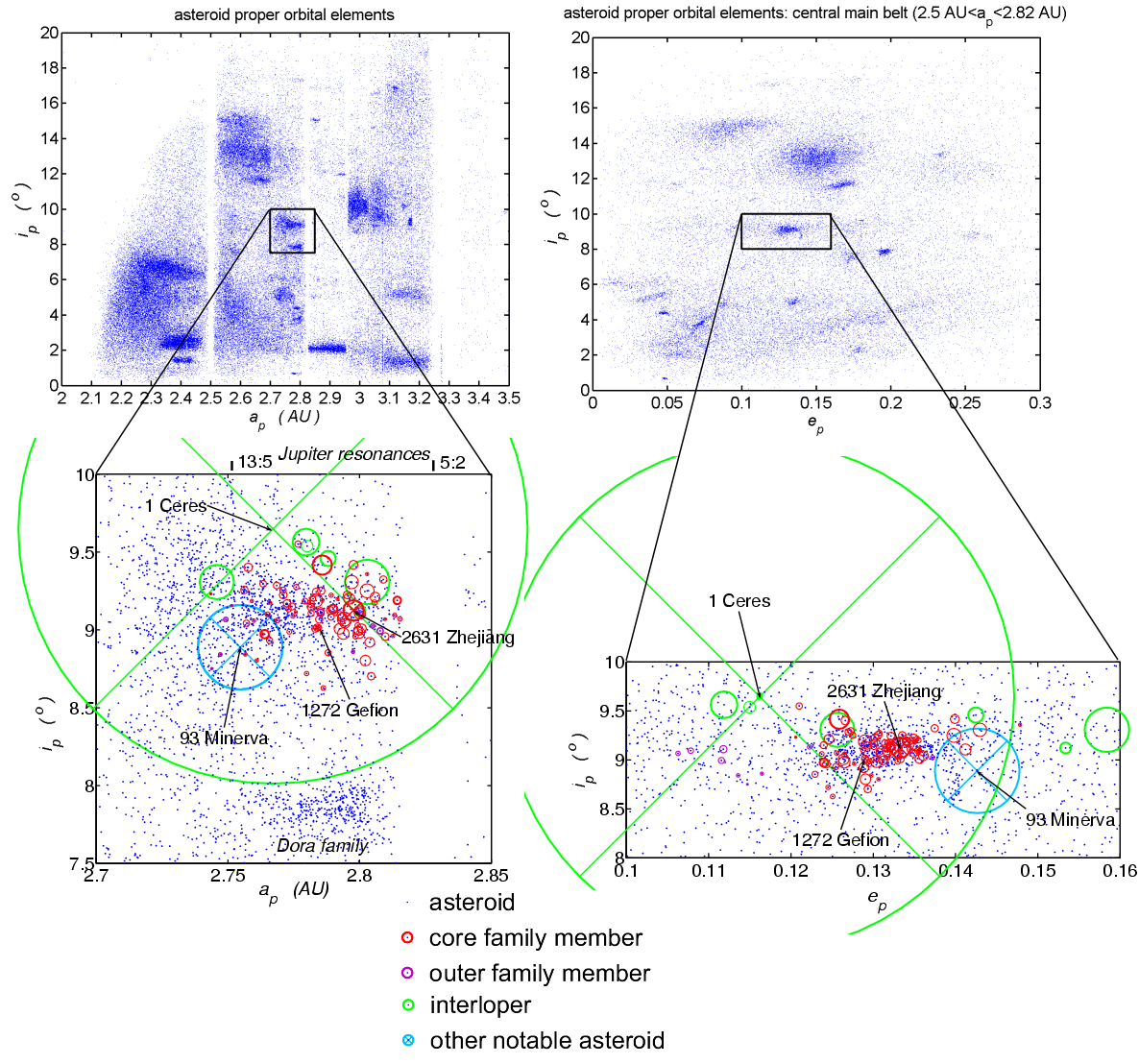
Posizione e struttura della famiglia Gefion

La famiglia di asteroidi Gefion è una delle famiglie di asteroidi della Fascia principale del Sistema solare. Essa si compone di asteroidi di tipo S, costituiti principalmente di silicati.

## Proprietà
I membri appartenenti alla famiglia presentano parametri orbitali propri all'interno dell'intervallo : 
|     | ap      | ep    | ip   |
| --- | ------- | ----- | ---- |
| min | 2.74 AU | 0.120 | 8.6° |
| max | 2.82 AU | 0.148 | 9.6° |

All'epoca attuale, l'intervallo osculatore degli elementi orbitali degli asteroidi che costituiscono il nucleo della famiglia è:
|     | a       | e     | i     |
| --- | ------- | ----- | ----- |
| min | 2.74 AU | 0.081 | 7.4°  |
| max | 2.82 AU | 0.18  | 10.5° |

Il nome della famiglia deriva dall'asteroide 1272 Gefion. La famiglia è moderatamente ampia: le ricerche di Zappalà ed altri del 1995 hanno indicato che il nucleo è costituito da un centinaio di membri. Una ricerca in una banca dati aggiornata ha indicato 776 oggetti presenti nella regione indicata dalla prima delle due tabelle sopra elencate .
2631 Zhejiang, dal diametro di 34 km, è l'asteroide dalle maggiori dimensioni fra quelli appartenenti al nucleo della famiglia e dei quali è stato stimato con attendibilità il diametro. D'altra parte, 2911 Miahelena è più luminoso e potrebbe avere un diametro di circa 47 km se fosse confermato anche per lui il basso valore di albedo di 0.025, comune agli altri membri della famiglia.

## Oggetti estranei
Fino al 2002, questa famiglia è stata indicata col nome di famiglia Cerere o Famiglia Minerva dagli asteroidi Cerere e Minerva. Entrambi presentano parametri orbitali che rientrano nei limiti imposti dall'appartenenza alla famiglia Gefion, tuttavia, analisi spettroscopiche hanno indicato la mancanza di correlazione fisica con gli altri membri della famiglia , ovvero l'appartenenza ad una differente classe spettrale rispetto alla maggioranza degli altri. Altri estranei noti sono: 255 Oppavia, 374 Burgundia, 2507 Bobone, e 2559 Svoboda . La famiglia è quindi stata rinominata dal nome dell'asteroide dal numero di identificazione più basso ad essa appartenente, ovvero 1272 Gefion.

## Prospetto
Segue un prospetto dei principali asteroidi appartenenti alla famiglia.
| Nome | Nome        | Diametro medio | Semiasse maggiore | Inclinazione orbitale | Eccentricità | Scoperta |
| ---- | ----------- | -------------- | ----------------- | --------------------- | ------------ | -------- |
| 1272 | Gefion      | /              | 2,784 UA          | 8,427°                | 0,152        | 1931     |
| 1433 | Geramtina   | /              | 2,796 UA          | 8,234°                | 0.170        | 1937     |
| 1751 | Herget      | /              | 2,790 UA          | 8,126°                | 0,173        | 1955     |
| 1839 | Ragazza     | /              | 2,802 UA          | 10,180°               | 0,166        | 1962     |
| 2053 | Nuki        | /              | 2,804 UA          | 8,496°                | 0,141        | 1961     |
| 2157 | Ashbrook    | /              | 2,783 UA          | 8,627°                | 0,111        | 1924     |
| 2373 | Immo        | /              | 2,793 UA          | 10,089°               | 0,173        | 1929     |
| 2386 | Nikonov     | /              | 2,814 UA          | 9,075°                | 0,155        | 1941     |
| 2493 | Elmer       | /              | 2,788 UA          | 8,727°                | 0,172        | 1954     |
| 2521 | Heidi       | /              | 2,793 UA          | 7,733°                | 0,088        | 1960     |
| 2595 | Gudiachvili | /              | 2,788 UA          | 9,855°                | 0,143        | 1952     |
| 2631 | Zhejiang    | 34 km          | 2,801 UA          | 9,581°                | 0,158        | 1955     |
| 2801 | Huygens     | /              | 2,800 UA          | 9,563°                | 0,174        | 1935     |
| 2875 | Lagerkvist  | /              | 2,797 UA          | 9,032°                | 0,099        | 1955     |
| 2905 | Plaskett    | /              | 2,803 UA          | 8,897°                | 0,098        | 1973     |
| 2911 | Miahelena   | /              | 2,795 UA          | 9,618°                | 0,092        | 1938     |
| 2977 | Chivilikhin | /              | 2,785 UA          | 9,587°                | 0,168        | 1974     |